# كينجال
كينجال (بالروسية: Кинжал) هو صاروخ بالستي أو كروز ( حسب النسخة ) و يتميز بكونه ذات مسار إنزلاقي اي يناور و يراوغ أنظمة الدفاع الجوي الصاروخية و هذا ما يميزه عن الصواريخ البالستية التكتيكية المنافسة بالإضافة إلى سرعة اكبر بعشرة أضعاف ( بنسخة الكروز منه ) من صواريخ الكروز المنافسة و يسمى صاروخ فرط صوتي أي أنه ذو سرعة فرط صوتية و ذات راس إنزلاقي ، كشف عنه الرئيس فلاديمير بوتين في 1 مارس 2018 بالإضافة إلى 6 أسلحة إستراتيجية روسية أخرى. وفقًا للتصريحات الروسية، يصل مدى الصاروخ إلى 2,000 كلم، وسرعته أكثر من 10 ماخ ، ويمكن للصاروخ القيام بمناورات خلال كل مرحلة من مراحل طيرانه، كما يمكن تحميله حمولة حربية تقليدية أو نووية. كشفت وزارة الدفاع الروسية عن إطلاق الصاروخ من طائرة ميج-31. ودخل الصاروخ مرحلة الخدمة الفعلية التجريبية في المنطقة العسكرية الجنوبية الروسية في 1 ديسمبر 2017.
عُرض الصاروخ للعامة في عيد النصر 2018.
وكان أول استعمال له في أرض المعركة خلال الغزو الروسي لأوكرانيا 2022.

## التاريخ العملياتي
استخدم الصاروخ لأول مرة في الميدان خلال الغزو الروسي لأوكرانيا 2022؛ إذ ذكرت وزارة الدفاع الروسية أنه استُخدم لتدمير مستودع أسلحة أوكراني في ديلياتين.
يتم إطلاقه من مقاتلات الفضاء Mig-31
و القاذفة بطة الجحيم Su-34 و في العديد من المرات إستهدف منشآت و مصانع عسكرية اوكرانية و غربية في اوكرانيا فوق الارض و تحت الارض على عمق يزيد عن 90 متر حيث دمر في أحد المرات بصاروخي كينجال بداية 2023 مقر تحت الارض لقوات الناتو من الضباط و المستشارين و الجيش الأوكراني 
و استعمل في تدمير مطارات و المنشآت شديدة التحصين و قال ضباط اوكرانيين أن صاروخ كينجال استطاع تدمير مخبئ تحت الارض على عمق كبير لتخزين صواريخ أوروبية و أمريكية الصنع و هذا المخبئ تم بنائه في العهد السوفيتي في الحرب الباردة تم إنشائه خصيصا لاحتمال ضربات نووية في حال إندلاع حرب عالمية مع الولايات المتحدة آنذاك الأمر الذي يوضح مدى قدرات هذا الصاروخ التدميرة المرعبة

## المستخدمون
- روسيا

## هوامش

### تعريب
1. ↑  كينچال
2. ↑  ڤلاديمير پوتين

### استشهادات
1. ↑  "إطلاق صاروخ "كينجال" الروسي الخارق للصوت". سبوتنيك. 11 مارس 2018. مؤرشف من الأصل في 2018-06-28. اطلع عليه بتاريخ 2018-04-05.
2. ↑  "الجيش الروسي يعزز قواته بـ10 مقاتلات مزودة بصواريخ "كنجال" الفتاكة". آر تي. 5 مايو 2018. مؤرشف من الأصل في 2019-12-13. اطلع عليه بتاريخ 2018-05-06.
3. ↑  "روسيا تتحضر للكشف عن صاروخ كينجال للمرة الأولى على الإطلاق". الأمن والدفاع العربي. 4 مايو 2018. مؤرشف من الأصل في 2018-06-28. اطلع عليه بتاريخ 2018-05-06.
4. ↑  "التقدم الروسي في أوكرانيا "متوقف".. موسكو تستخدم صواريخ فرط صوتية". التلفزيون العربي. 19 مارس 2022. مؤرشف من الأصل في 2022-03-19. اطلع عليه بتاريخ 2022-03-19.
5. ↑  "Anadolu Ajansı". Anadolu Ajansı. مؤرشف من الأصل في 2023-11-14. اطلع عليه بتاريخ 2024-06-20.

## وصلات خارجية
- إطلاق الصاروخ كينجال من طائرة ميج-31. وزارة الدفاع الروسية.